# Bojsno
Bojsno – wieś w Słowenii, w gminie Brežice. W 2018 roku liczyła 221 mieszkańców.